# Oded Paz
Pour les articles homonymes, voir Paz.
Oded Paz (hébreu : עודד פז) (né le 29 juillet 1980 à Kfar Saba) est un acteur, animateur et humoriste israélien.

## Biographie
Oded Paz a grandi à Herzliya. À l'âge de 14 ans, il a joué dans la comédie Tout est cassé dans la famille aux côtés de Tzipi Shavit et de Dov Raizer. Au cours de son service militaire, il rencontre Ilan Rosenfeld et Kobi Faraj. À trois, avec Yoav Tzafir, ils créent la série Groove Style, qui changera plus tard son nom en Ha-Pijamot. Parallèlement, Paz participe à la comédie musicale dramatique Hashir shelanou et à la série HaShminiya. Il participe en outre avec ses amis de Ha-Pijamot à un programme comique sur la chaîne Music 24.
Il a participé à la quatrième saison de l'émission Rokdim Im Kokhavim, la version israélienne de Danse avec les stars.